# Macbeth
För andra betydelser, se Macbeth (olika betydelser).

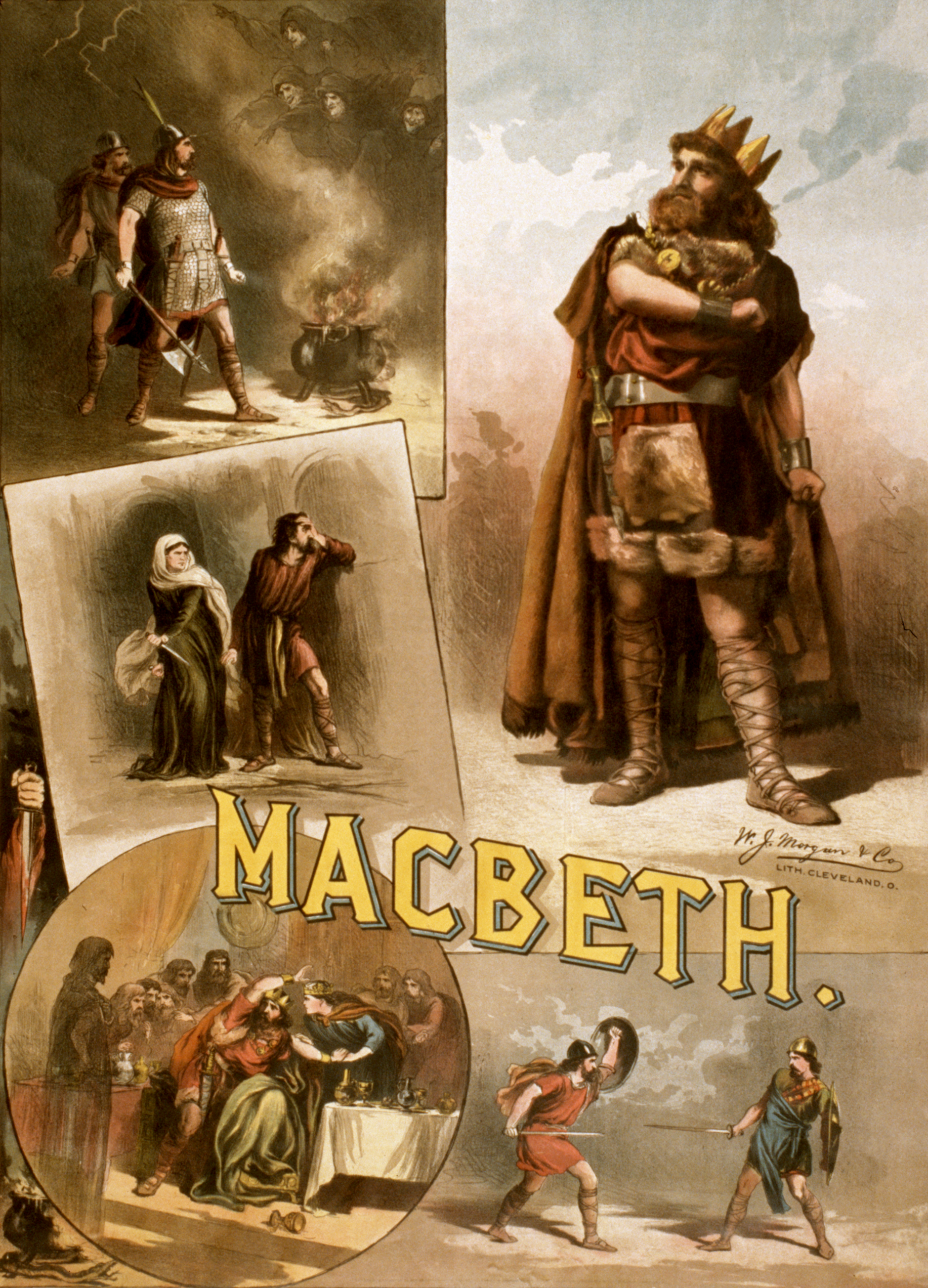
Macbeth.

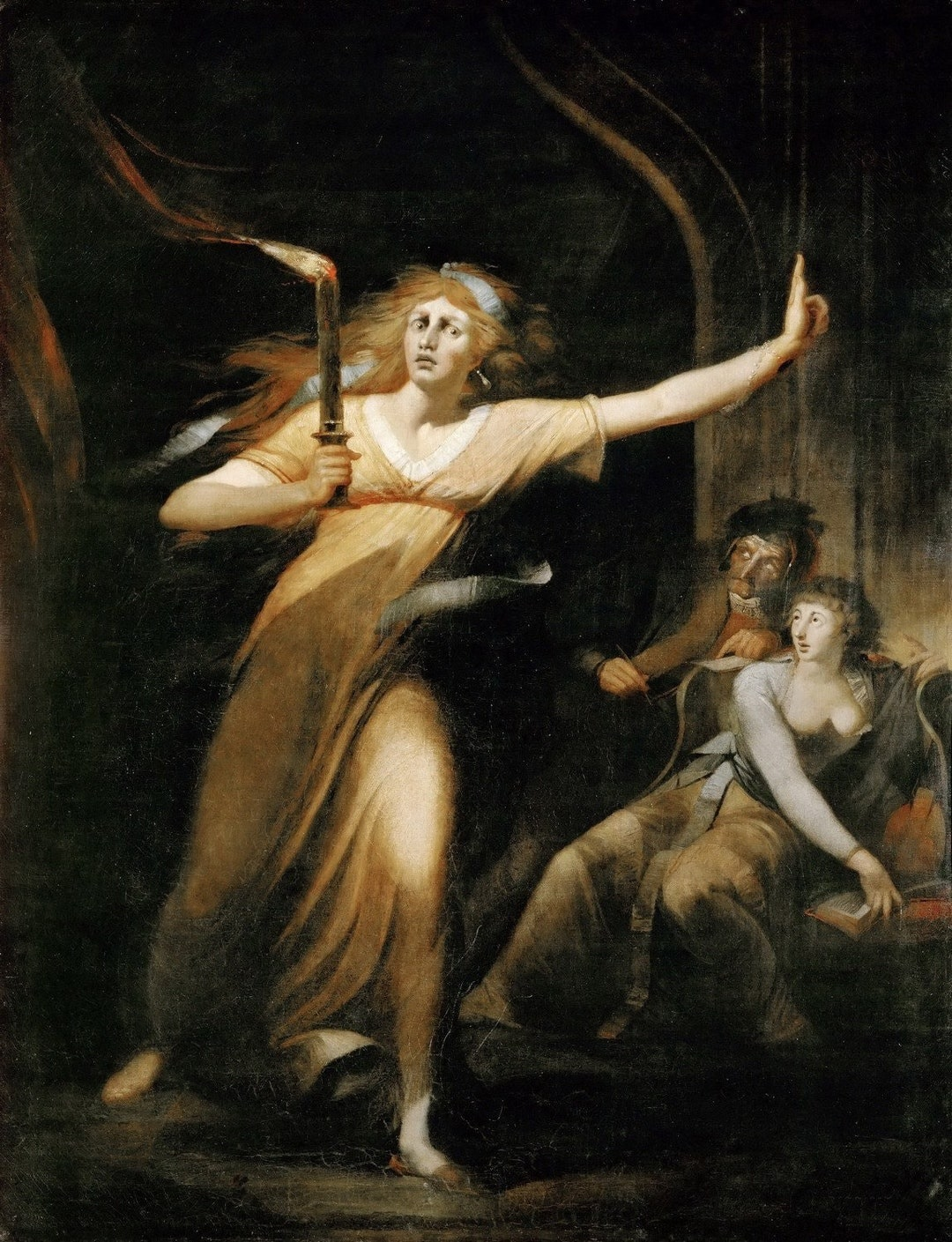
Lady Macbeths sömngång.

Macbeth (originaltitel Macbeth) är en tragedi av William Shakespeare. Tillsammans med Hamlet, Kung Lear och Othello brukar den räknas till Shakespeares mogna tragedier.

## Tillkomsthistoria

### Datering
I augusti 1605 besökte kung Jakob I, beskyddare av Shakespeares trupp the King's Men, och drottning Anna Oxford. Där bevittnade kungen en liten föreställning av Matthew Gwinnes Tres sibyllae på St John's College, där tre spåkvinnor förutspår att kungens anfader Banquo skall bli anfader till kungar, precis som häxornas spådom i Macbeth. Drottningen bevittnade ett framförande av Samuel Daniels Arcadia där läkekonsten kritiseras. I femte aktens tredje scen säger Macbeth "Throw physic to the dogs; I'll none of it" ("Släng din läkekonst åt hundarna! Den passar inte mig", enligt Britt G. Hallqvist). I pjäsen finns många anspelningar på amning och i Oxford bevistade kungen en debatt om amningens betydelse.
I andra aktens tredje scen talar portvakten om lurendrejeri och förräderi, vilket anses vara en anspelning på rättegången om krutkonspirationen som utspelade sig från januari till mars 1606. I första aktens tredje scen talar första häxan om att hon förbannat skeppet Tiger och nedkallat 81 veckors storm över det. I juni 1606 angjorde ett skepp med det namnet Milford Haven i Wales efter en farofylld resa som varat lika länge.
Pjäsen tros ha spelats inför Jakob I och Danmarks kung Kristian IV i augusti 1606. Banquos spöke skymtar förbi i två pjäser skrivna 1607; den anonyma The Puritan och Francis Beaumonts och John Fletchers The Knight of the Burning Pestle.
Versbehandlingen pekar mot att Macbeth skrevs 1606, efter Kung Lear och strax före Antonius och Cleopatra. I tredje aktens första scen nämns rentav Marcus Antonius vilket ger en antydan om att Shakespeare redan börjat umgås med Plutarchos biografi medan han skrev Macbeth.

### Pjäsens källor
Större delen av intrigen är hämtad från Raphael Holinsheds Chronicles of England, Scotland, and Ireland. Hos Holinshed regerar Macbeth fridfullt i tio år och är således ingen kortlivad usurpator som hos Shakespeare. Men den största skillnaden är ändå att Shakespeare har förskjutit tyngdpunkten från det yttre händelseförloppet till Macbeths och lady Macbeths inre drama, deras kamp med sig själva.
Lady Macbeth är till stor del baserad på Holinsheds berättelse om Donwalds hustru som drev på honom att mörda kung Duff. Innan historien om Macbeth hos Holinshed finns historien om kung Kenneth som hör en röst efter att han dräpt sin brorson. Episoden återfinns även i George Buchanans Rerum Scotiarum Historia. Också Macbeth hör en röst när han mördat kung Duncan. Häxornas spådom liksom Banquos släktträd är hämtade från biskopen John Leslies De Origine Moribus, et Rebus Gestis Scotorum. Mördarnas dåliga samvete är en återspegling av den anonyma pjäsen Arden of Feversham. I Andrew of Wyntouns poem The Original Chronicle of Scotland från omkring 1424 uppmanas Macbeth att mörda Duncan av tre kvinnor som uppträder i en dröm.
Kung Jakob I var som sagt ättling till den Banquo som presenteras i pjäsen. Han var också mycket intresserad av häxor, vilket kom till uttryck i skriften Damonologie. I pjäsen återspeglas även kungens pamflett om tobakens skadlighet. Till skillnad från hos Holinshed är Banquo hos Shakespeare ingen medbrottsling till Macbeth utan oskyldig, lojal mot kung Duncan och ett av Macbeths första offer.
Pjäsen är inspirerad av Seneca den äldres hämndtragedier, särskilt Hercules Furens och Hippolytos. När Macbeth åkallar natten och plågad och som hypnotiserad dras till det brottsliga är det en återspegling av Senecas antihjältars retorik. Lady Macbeth låter som Senecas Medea när hon förkastar det specifikt kvinnliga och fantiserar om barnamord (I:7).
Till skillnad från hos Senecas tyranner finns i Macbeth en hel del kristet tankegods. Macbeth talar om änglabasuner och om det omedelbara straffet för sina gärningar (I:7). Han oroar sig för att ha sålt sin själ (III:1). Efter att ha mördat Duncan i andra aktens tredje scen säger Macbeth: "Had I but died an hour before this chance, / I had lived a blessed time" ("Om jag fått dö för blott en timme sen, då hade jag levt lycklig", enligt Britt G. Hallqvist). Innan slutet i femte aktens åttonde scen bekänner Macbeth inför Macduff: "But get thee back; my soul is too much charged / With blood of thine already" ("Gå! Min själ är redan för hårt belastad med de dinas blod", hos Hallqvist).

### Tryckningar och text
Första gången pjäsen publicerades var i the First Folio 1623 som sammanställdes av Shakespeares skådespelarkollegor John Heminges och Henry Condell och publicerades av Edward Blount och Isaac Jaggard. Dessvärre anses denna version inte helt pålitlig, bland annat för att den är ovanligt kort. Man tror att Thomas Middleton bidragit till pjäsen omkring 1613. Gudinnan Hekates uppträdande inför häxorna har mycket liten inverkan på intrigen och dessa scener är skrivna i en annorlunda stil än resten av pjäsen. Häxornas sånger i fjärde aktens första scen återfinns i Middletons pjäs The Witch från mellan 1609 och 1616. Folioupplagan tros därför vara baserad på en scenografs exemplar till en senare repris.

## Handling

### Rollfigurer
| - Lord Macbeth – General under den skotske kungen, Duncan - Lady Macbeth – Macbeths fru och bundsförvant - Duncan – Kung av Skottland - Prins Malcolm – Duncans äldre son - Prins Donalbain – Duncans yngre son - Lord Banquo – Macbeths vän, även general under den skotske kungen, Duncan. - Fléance – Banquos son - Lord Macduff – Knekt under Duncan - Lady Macduff – Macduffs hustru | - Macduffs son - Ross, Lennox, Angus, Menteith, Caithness – Skotska lorder - Siward – Earl av Northumberland, General för den engelska armén - Siward d.y. – Siwards son - Seyton – Macbeths tjänare och löjtnant - Hecate – Häxornas gudinna - Tre häxor - Tre mördare - Lady Macbeths doktor |

### Resumé
Kung Duncan dömer tegnen av Cawdor till döden för förräderi. Macbeth och Banquo beröms för sina tappra insatser i kriget. På väg hem stöter Macbeth och Banquo på tre häxor ute på heden. De förutspår att Macbeth skall bli tegn av Cawdor och senare kung. Banquo förutspås bli far till kungar. Kungen utnämner mycket riktigt Macbeth till tegn av Cawdor. Genast börjar Macbeth fundera på att mörda Duncan så att han själv kan bli kung. Tillsammans med lady Macbeth börjar han smida planer.
Kung Duncan kommer tillsammans med sina söner, tronföljarna Malcolm och Donaldbain, samt Macduff och Banquo till en bankett på Macbeths slott. Avsides börjar Macbeth tvivla på om han verkligen skall skrida till verket. Lady Macbeth anklagar honom för att vara feg och berättar om sin plan att arrangera mordet så att Duncans tjänare får skulden.
Macbeth mördar Duncan men förmår sig inte bära tillbaka dolkarna som använts till platsen för brottet. Lady Macbeth gör det istället. Macduff kommer för att väcka Duncan och upptäcker honom mördad. Macbeth säger att han dödat tjänarna i raseri. Prinsarna Malcolm och Donaldbain anar oråd och flyr. Enligt Macduff misstänks prinsarna för fadermord. Han meddelar också att Macbeth skall krönas till kung.
Banquo börjar misstänka Macbeth för dådet. Macbeth bjuder honom och hans son Fleance till en ny bankett. Han lejer män som skall mörda dem på vägen. Banquo mördas, men Fleance lyckas fly. På banketten ser Macbeth Banquos vålnad. Han blir rädd men lugnas av lady Macbeth som ber gästerna att gå. Under tiden har Macduff anslutit sig till engelsmännen för att om möjligt störta Macbeth.
Macbeth träffar häxorna på nytt. De varnar honom för Macduff men säger att ingen av kvinna född kan skada honom och att han går säker tills Birnams skog börjar gå mot hans borg. Macbeth lejer nya män som mördar lady Macduff och hennes son. Macduff svär att hämnas. Han och Malcolm förbereder anfallet mot Macbeth. De hugger ner lövruskor som de skall bära framför sig som kamouflage.
Lady Macbeth går i sömnen, mumlar om sitt brott och försöker förgäves två sina händer rena från inbillat blod. Engelsmän och skottar samlas i Birnams skog inför anfallet. Macbeth får besked om att lady Macbeth dött men känner sig osårbar på grund av häxornas spådom. En budbärare meddelar att Birnams skog börjat röra sig mot slottet. Trupperna har kommit fram till slottet. Macduff letar reda på Macbeth. När Macbeth säger att han inte kan skada honom, avslöjar Macduff att han fötts genom kejsarsnitt. Macbeth inser att allt är förlorat och dödas. Malcolm utropas till kung av Skottland.

## Uppsättningar och översättningar
Pjäsen tros ha spelats inför Jakob I och Danmarks kung Kristian IV i augusti 1606. Läkaren och astrologen Simon Forman skriver i sin dagbok att han sett en repris av Macbeth framförd av the King's Men på the Globe våren 1611. Forman fäste sig särskilt vid häxorna, blodet som inte kan tvättas av ladyns händer och hennes sömngång. Trots sitt intresse för övernaturligheter nämner Forman dock inte kittelscenen där häxorna sjunger eller Hekate och kallar häxorna "feer eller nymfer". Forman tycks alltså ha sett en äldre version än den Thomas Middleton bearbetat.
Efter att bara ha spelats i kraftiga adaptioner, framförallt William Davenants från 1664, sedan Shakespeares livstid, närmade sig David Garrick 1744 Shakespeares originaltext på Drury Lane Theatre i London. Garrick koncentrerade sig på huvudrollens inre liv och framställde honom som oskyldigt vacklande mellan gott och ont.
Det skulle dock dröja ända till 1847, då Samuel Phelps spelade huvudrollen, innan Shakespeares originaltext spelades i London. 1814 hade Edmund Kean gjort en psykologisk tolkning av Macbeth på Drury Lane, men det blev ingen framgång. När sonen Charles Kean spelade Macbeth på Princess's Theatre vinnlade han sig om att göra pjäsen detaljrikt antikvariskt korrekt. Från 1777 till 1817 spelade Sarah Siddons ladyn, en av hennes mest framgångsrika rollprestationer, medan hennes bror John Philip Kemble hade mindre lycka som Macbeth. Från 1820 till 1848 spelade William Charles Macready i tartan, en tradition som införts av Charles Macklin på Covent Garden Theatre 1773. Det var Macreadys motspelerska Charlotte Cushman som hade de stora framgångarna. 1849 orsakade rivaliteten mellan Macready som gästade New York och den amerikanske skådespelaren Edwin Forrest upplopp, vilket bidragit till vidskepligheterna kring pjäsen. 1875 och 1888 spelades Macbeth och lady Macbeth av Henry Irving och Ellen Terry på Lyceum Theatre. Inte heller de hade några vidare framgångar med pjäsen.
I början av 1900-talet hade Sybil Thorndike och Flora Robson stora framgångar som ladyn. 1906 regisserades Macbeth av Gordon Craig som gjorde ett storslaget nummer av lady Macbeths sömngångarscen i en enorm spiraltrappa. När Max Reinhardt gjorde detsamma 1916 framställde han häxorna bakom lätta slöjor för att åstadkomma en övernaturlig prägel. 1921 blev Arthur Hopkins expressionistiska föreställning i New York en stor kommersiell framgång. Samma är regisserade Georges Pitoëff pjäsen i Genève och hade framgångar med en stram konstruktion av trappor och avsatser. 1923 blev Barry Jackson och Birmingham Repertory Theatre först med att spela Macbeth i modern dräkt.
1930 fick John Gielgud på Old Vic i London för ovanlighetens skull dåliga recensioner. 1936 satte Orson Welles upp pjäsen på Mercury Theatre i New York och förlade handlingen till voodookulturens Haiti. Pjäsen spelades av en helt svart ensemble och blev en stor succé.
1937 regisserade Michel Saint-Denis Laurence Olivier som Macbeth på Old Vic i London. Han överglänstes dock av Judith Anderson. Olivier skulle senare återvända till pjäsen. 1953 satte amerikanen Burgess Meredith upp Macbeth på Fort St. Catherine's i Bermuda med Charlton Heston i huvudrollen. När Gustav Rudolf Sellner satte upp pjäsen 1955 i Darmstadt hade de tre häxorna rakade huvuden och ögonbryn och var bleksminkade som japanska butohdansare.
Två föreställningar i Storbritannien har varit särskilt uppmärksammade. 1955 regisserade Glen Byam Shaw Laurence Olivier och Vivien Leigh på Shakespeare Memorial Theatre i Stratford-upon-Avon och 1976 satte Trevor Nunn upp den med Ian McKellen och Judi Dench på Royal Shakespeare Companys mindre scenen Other Place, också i Stratford. Den förra uppsättningen var i stort format med flera scenbyten och en mängd statister. Den senare använde en naken scen och bara tolv skådespelare.
1972 gjorde Welcome Msomi adaptionen uMabatha på zulu i Natal i Sydafrika. Produktionen hade en världsturné mellan 1973 och 1998. 1974 spelades lady Macbeth av Helen Mirren och 1976 gjorde Peter O'Toole Macbeth, han ansågs dock vara melodramatisk. Dramatikern Heiner Müller regisserade Macbeth 1983 på Volksbühne i Berlin.

### Uppsättningar i Sverige
1812 gästades Stockholm av en tysk skådespelerska som reciterade och spelade upp scener ur Macbeth. 1831 hade Dramaten planer på att sätta upp Macbeth men då stjärnan Lars Hjortsberg blev sjuk lades förberedelserna ner. När Macbeth fick svensk premiär 11 september 1838 på Djurgårdsteatern i Stockholm användes en översättning av Hinrik Jakob Sandström efter Friedrich Schillers tyska översättning. Huvudrollen spelades av Ulrik Torsslow och Lady Macbeth av hans hustru Sara Torsslow. Båda fick mycket god kritik för sina rollprestationer. Uppsättningen var romantiskt färgad i opposition mot franskklassicismen på Dramaten. Uppsättningen spelades fjorton gånger. Året därpå spelades Sandströms översättning också i Göteborg.
2 februari 1858 tog Dramaten upp Macbeth med Nils Almlöf och Zelma Hedin. Både uppsättningen och aktörerna fick bister kritik, pjäsen spelades för glesa salonger och lades ner efter bara tre föreställningar. Detta var Dramatens sista försök att spela Shakespeare som klassicistisk tragedi. 1880 spelades Macbeth på Nya teatern i Stockholm. Huvudrollerna spelades då av Fritz Arlberg och Lotten Dorsch. Uppsättningen blev lyckad och gavs femton gånger. Premiären spelades samma kväll som Adelaide Ristoris gästspel på Gustav III:s opera i inleddes. När den italienske skådespelaren Ernesto Rossi gästspelade på Dramaten i april och maj 1886 spelades Lady Macbeth alternerande av Elise Hwasser och Olga Björkegren. Hwasser gjorde ladyn sinnessjuk, vilket gillades av pressen. Hwasser spelade ladyn bara en gång. Samtidigt som hon prisades för den psykologiska realismen så kritiserades hon för omodernt patos med stora gester.

#### Uppsättningar i Sverige sedan år 1900
- 1909 Kungliga Dramatiska Teatern, regi August Lindberg, med Gerda Lundequist
- 1927 Radioteatern, regi Olof Molander, med Anders de Wahl
- 1928 Lorensbergsteatern, Göteborg, regi Knut Ström
- 1931 Dramaten, regi Olof Molander, med Kolbjörn Knudsen, Lars Hanson & Tora Teje
- 1934 Radioteatern, regi Carl Anders Dymling, med Lars Hanson
- 1938 Radioteatern, regi Rune Carlsten, med Lars Hanson
- 1944 Helsingborgs stadsteater, regi Ingmar Bergman
- 1948 Göteborgs stadsteater, regi Ingmar Bergman
- 1953 Queen Mary's School, England, gästspel i Stockholms skolor
- 1953 Teatern i Gamla stan, Stockholm, regi Arne Forsberg
- 1955 Dramaten, regi Bengt Ekerot, med Holger Löwenadler, Sif Ruud, Betty Tuvén, Allan Edwall, Anders Ek, Jarl Kulle, Irma Christenson, Henrik Schildt & Bengt Ekerot
- 1965 Friteatern på Moderna museet, Stockholm, regi Bertil Lundén
- 1967 Göteborgs stadsteater, regi Herman Ahlsell
- 1974 Atelierteatern, Göteborg, regi Eva Bergman
- 1975 Pistolteatern
- 1975 Riksteaterns Örebroensemble, översättning Allan Bergstrand, regi Claes Lundberg
- 1976 Radioteatern
- 1979 TV-teatern
- 1982 Scenskolan i Malmö
- 1983 Blekingeteatern, översättning Allan Bergstrand, regi Anders Bäckström
- 1984 Teater Hydra, Stockholm, översättning Björn Collinder, regi Annika Silkeberg
- 1984 Uppsala stadsteater, översättning Carl August Hagberg, regi Ulf Fredriksson, med Erik Kiviniemi
- 1985 Sommarteatern i Södertälje, översättning Anders Lerner, regi Magnus Bergquist, med Marie Richardson, Lars Göran Persson, Rikard Wolff & Henric Holmberg
- 1985 London Shakespeare Group på gästspel hos Riksteatern, regi John Fraser
- 1985 The Super Ichiza, gästspel från Japan på Marionetteatern, Stockholm & Helsingborgs stadsteater
- 1986 Dramaten, översättning Britt G. Hallqvist, regi Christian Tomner, med Peter Andersson, Börje Ahlstedt, Johan Rabaeus, Rolf Skoglund & Tord Peterson
- 1986 Teater Schahrazad & Kompaniet, översättning Carl August Hagberg, regi Wilhelm Carlsson
- 1989 Teatersällskapet Phoenix, översättning Carl August Hagberg, regi ensemblen, med Ingalill Rydberg
- 1990 Teatergruppen Krumsprång & Fjät, Stockholm, översättning Kerstin Trygger, regi Björn Skjefstad & ensemblen
- 1990 Youki za, gästspel från Japan på Södra Teatern, Stockholm, regi Makuto Sato (dockteater)
- 1991 Teaterhögskolan i Stockholm, regi Keve Hjelm & Tom Fjordefalk, med Torkel Petersson
- 1992 4:e teatern, Västerås, översättning Göran O. Eriksson & Britt G. Hallqvist, regi Eva Fredman
- 1992 Stockholms stadsteater, översättning Göran O. Eriksson, regi Ralf Långbacka, med Sven Wollter, Viveka Seldahl & Halvar Björk
- 1994 Teater Allena, regi Lasse Åkerlund
- 1995 Fästningsspelen i Varberg, översättning Göran O. Eriksson, regi Ulf Andersson
- 1996 Riksteatern, översättning Göran O. Eriksson, regi Ole Anders Tandberg
- 1996 Norrbottensteatern, översättning Göran O. Eriksson, regi Joachim Siegård, med Jarl Lindblad
- 1998 Romateatern, Gotland, översättning Göran O. Eriksson, regi Thomas Segerström, med Bert Rolfart & Pontus Stenshäll
- 2000 Helsingborgs stadsteater, översättning Britt G. Hallqvist, regi  Ulla Gotlieb
- 2000 Rajateatern, Sundsvall, regi Eva Bygren
- 2001 Björn Gustafson på Teater Brunnsgatan Fyra (dockteater)
- 2001 The American Drama Group, gästspel på Pusterviksteatern, Göteborg, regi Paul Stebbings
- 2001 Teater Tornado, Kalmar
- 2002 Malmö stadsteater
- 2002 Teater Västernorrland, Teater Grima & Turnékompaniet
- 2002 Teater Replica, Stockholm
- 2003 Riksteatern
- 2003 Kolhusteatern, Hälleforsnäs
- 2003 Fästningsspelen i Varberg
- 2003 Teaterhögskolan i Malmö
- 2004 Macbeth, TV-teatern, regi Bo Landin & Alex Scherpf, med Mikkel Gaup
- 2004 Giron sámi teáhter, Kiruna
- 2005 Macbeth - alla dör på slutet, 1 2 3 Schtunk
- 2006 Dramaten, översättning Ulf Peter Hallberg, regi Staffan Valdemar Holm, med Reine Brynolfsson, Lena Endre, Börje Ahlstedt, Jonas Karlsson, Örjan Ramberg & Magnus Roosmann
- 2009 Moment:teater, Stockholm regi Pontus Stenshäll, med Pontus Stenshäll
- 2009 Macbeth - Blod istället för mjölk, Varietéteatern Barbès, översättning Britt G. Hallqvist, regi Pelle Öhlund
- 2010 Romateatern, översättning Britt G. Hallqvist, regi Thomas Segerström, med Daniel Larsson
- 2011 Macbeth - kärlekshistorien, Radioteatern, översättning Britt G. Hallqvist, regi Åsa Kalmér, med Ingela Olsson
- 2012 Helsingborgs stadsteater, regi Benoît Malmberg
- 2012 Regionteatern Blekinge Kronoberg, översättning Ulf Peter Hallberg, regi Öllegård Grundstroem
- 2013 Stockholms stadsteater, översättning Göran O. Eriksson, regi Fredrik Benke Rydman
- 2014 Macbeth Redux, Reginateatern, Uppsala, regi John Fiske

### Översättningar till svenska
Macbeth finns i fjorton svenska översättningar, varav elva tryckts och tre bara spelats på teatern. Dessutom finns en publicerad revision av översättning nummer två. Den första översättningen gjordes av Erik Gustaf Geijer 1813. 1838 spelades Hinrik Jakob Sandströms översättning efter Friedrich Schillers tyska översättning av  Djurgårdsteatern i Stockholm. 1850 kom Carl August Hagbergs översättning som ingick i Shakspere's dramatiska arbeten. Bd 9. Per Hallströms översättning publicerades 1925 i Världslitteraturen: de stora mästerverken. 1954 kom Sigvard Arbmans översättning. Karl Ragnar Gierows översättning finns arkiverad i en handskrift från 1960-talet. 1961 kom Björn Collinders översättning och året därpå Åke Ohlmarks som publicerades i samlingsbandet Tragedier. 1968 gavs Sven Collbergs revision av Hagbergs översättning ut. 1983 spelades Allan Bergstrands översättning av Blekingeteatern. Den finns i en utgåva från 1985 där den dock är bearbetad av Margreta Söderwall. Samma år kom Britt G. Hallqvists översättning och samma år gjorde Anders Lerner en översättning för Sommarteatern i Södertälje. 1990 spelade Teatergruppen Krumsprång & Fjät i Stockholm en översättning av Kerstin Trygger. 4:e teatern i Västerås spelade 1992 en revision av Göran O. Erikssons och Britt G. Hallqvists översättningar. Först 2003 gavs Göran O. Erikssons översättning ut. 2006 gjorde Ulf Peter Hallberg en översättning för Staffan Valdemar Holms uppsättning på Dramaten.  2016 utkom denna översättning i samlingsvolymen Det blodiga parlamentet - fyra tragedier.

### Förbannelsen över pjäsens namn
På brittiska teatrar är pjäsen omgärdad av mycket mystik och vidskepelse. Bara att uttala namnen anses framkalla de förbannelser som dramat innehåller. Macbeth och lady Macbeth brukar därför ges eufemistiska smeknamn som till exempel herr och fru M. Själva verket brukar benämnas "Den skotska pjäsen".

## I andra medier

### Filmatiseringar (urval)
Macbeth har filmats många gånger.
- 1948 regi Orson Welles, med Orson Welles
- 1957 Blodets tron, regi Akira Kurosawa, med Toshirō Mifune & Takashi Shimura
- 1971 regi Roman Polanski
- 1978 regi Trevor Nunn, med Peter O'Toole & Judi Dench (filmatisering av Royal Shakespeare Companys uppsättning)
- 2015 Macbeth, regi Justin Kurzel, med Michael Fassbender

### Opera
Verdi komponerade operan Macbeth, med libretto av F.M. Piave. Uruppsättningen skedde 1847 i Florens.
Den schweizisk-amerikanske tonsättaren Ernest Bloch komponerade operan Macbeth cirka 1905. Uruppsättningen skedde 1910.

### Böcker
Jo Nesbø utkom år 2018 med boken Macbeth som är en mordhistoria som utspelas i en fiktiv stad runt år 1970. Mer eller mindre alla karaktärer är döpta efter originalet och historien bygger på originalhistorien.